# 新会炼丹井
炼丹井，位于中国广东省江门市新会区会城街道朱紫路，是一座北宋古建筑，1995年，列为新会市文物保护单位，现为新会区文物保护单位。井始建于北宋，相传为李之先（李真人）炼丹所用。清同治九年（1870年），重修。井口呈方形，边长1.03米，井深4.5米。